# Hipparchia fagi
Hipparchia fagi är en fjärilsart som beskrevs av Giovanni Antonio Scopoli 1763. Hipparchia fagi ingår i släktet Hipparchia och familjen praktfjärilar. IUCN kategoriserar arten globalt som nära hotad. Inga underarter finns listade i Catalogue of Life.

## Bildgalleri

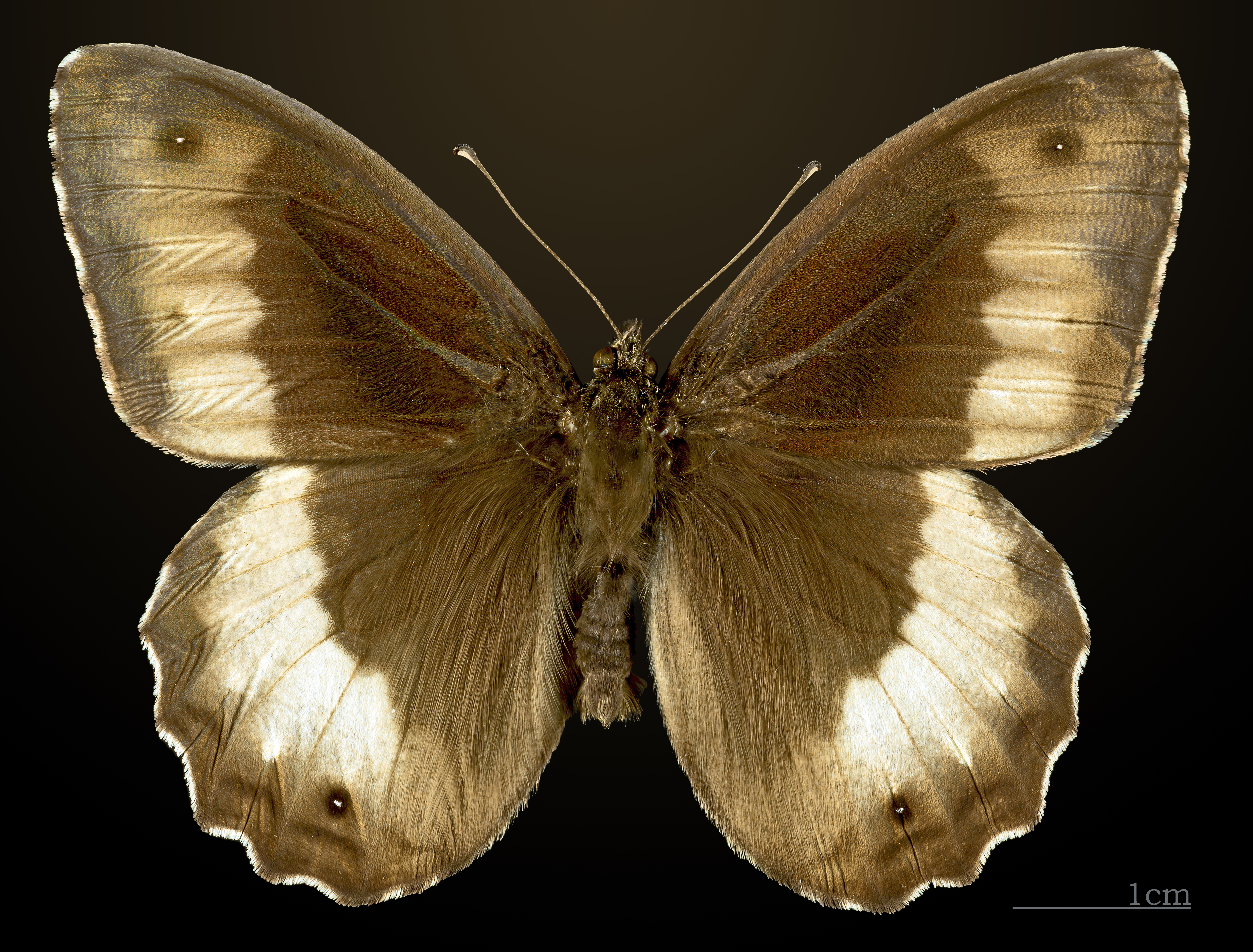
♂
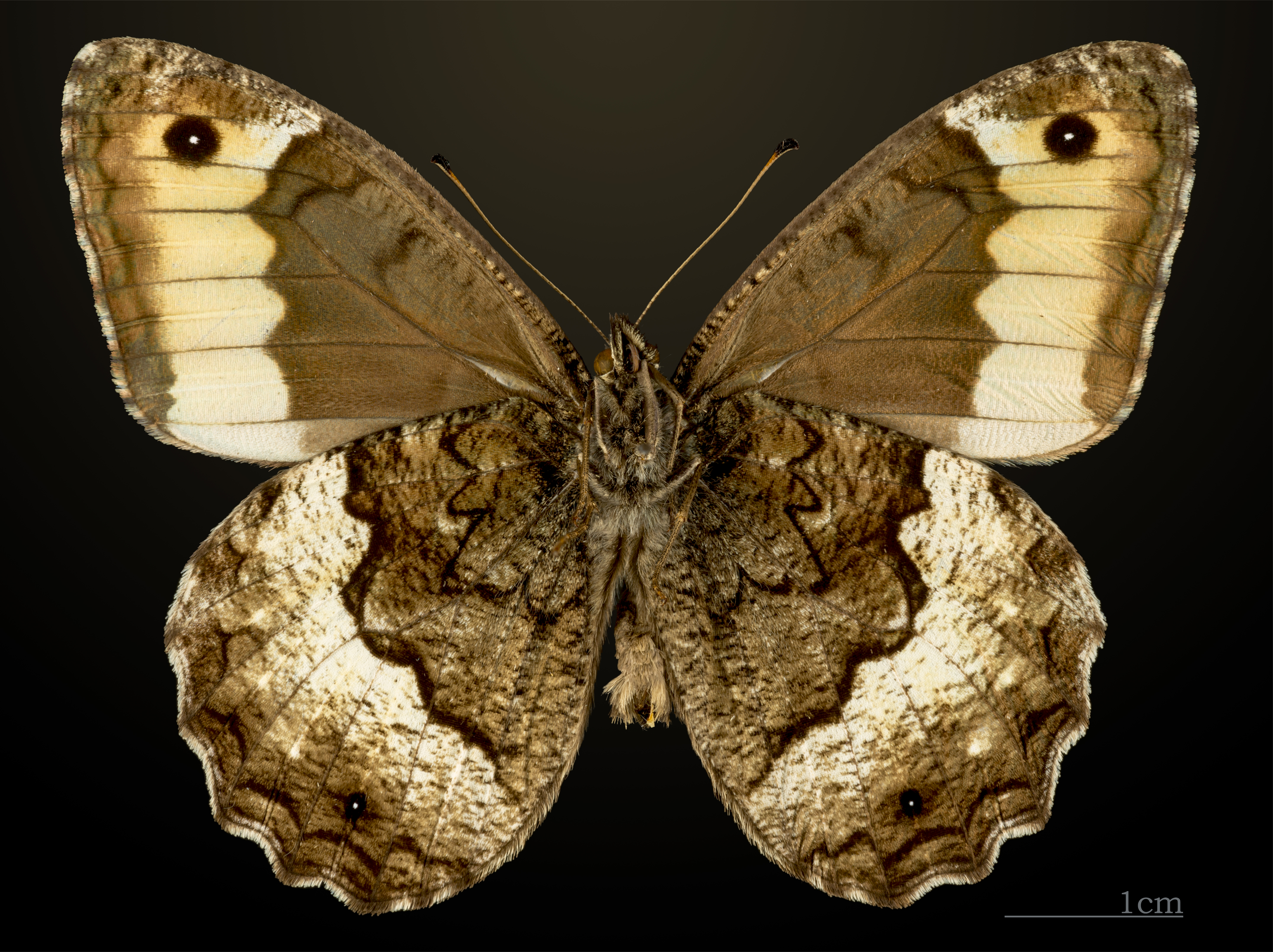
♂ △
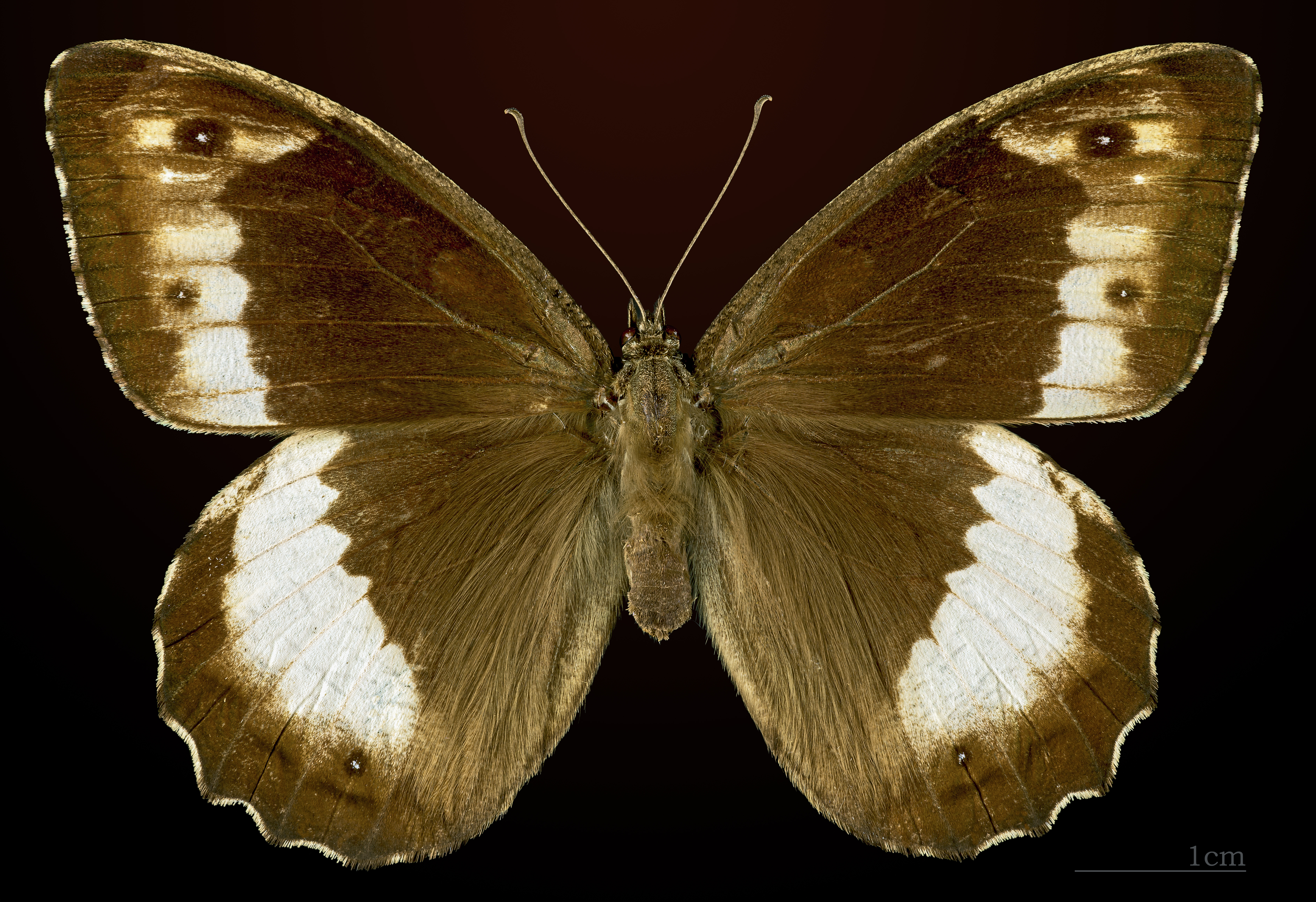
♀
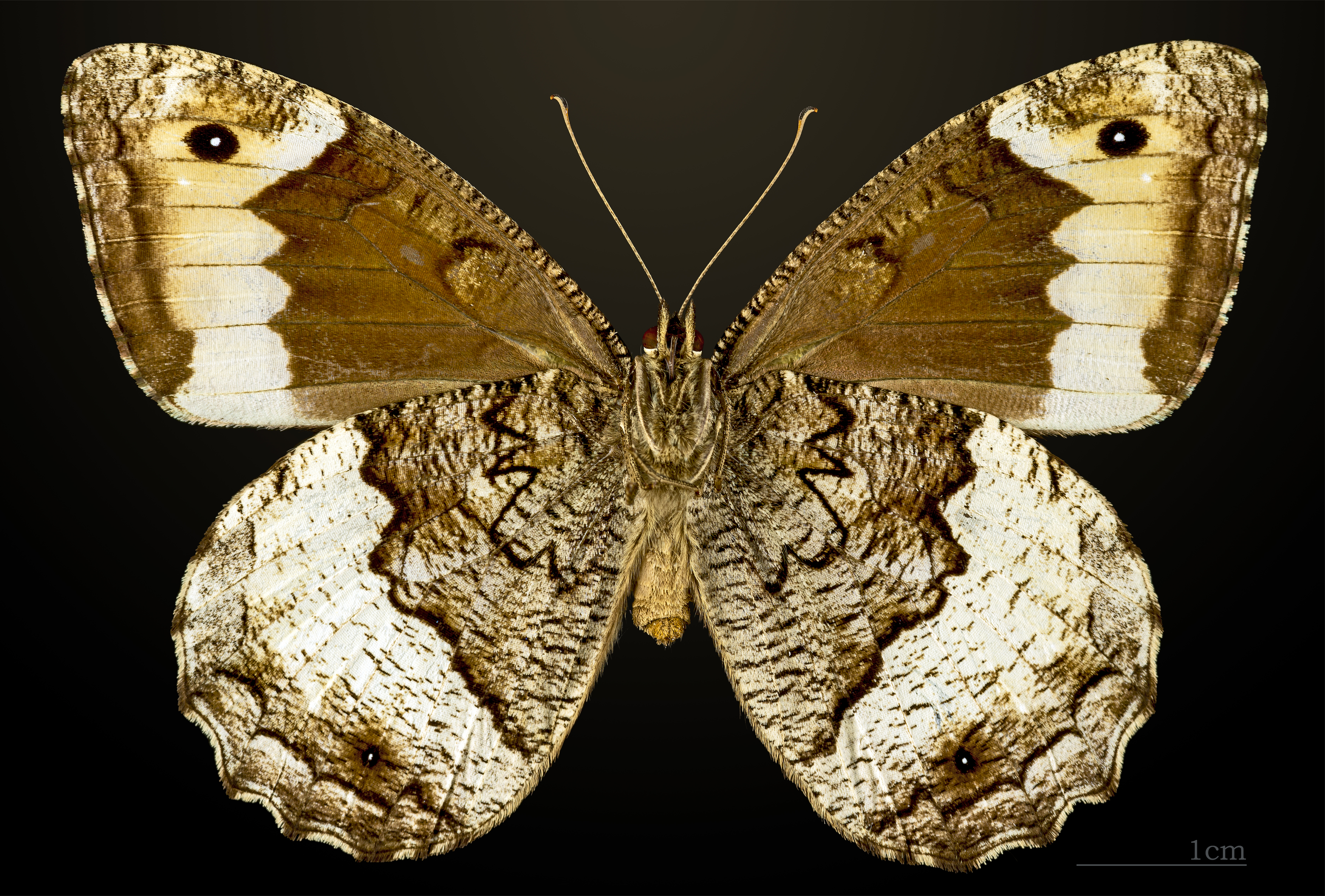
♀ △

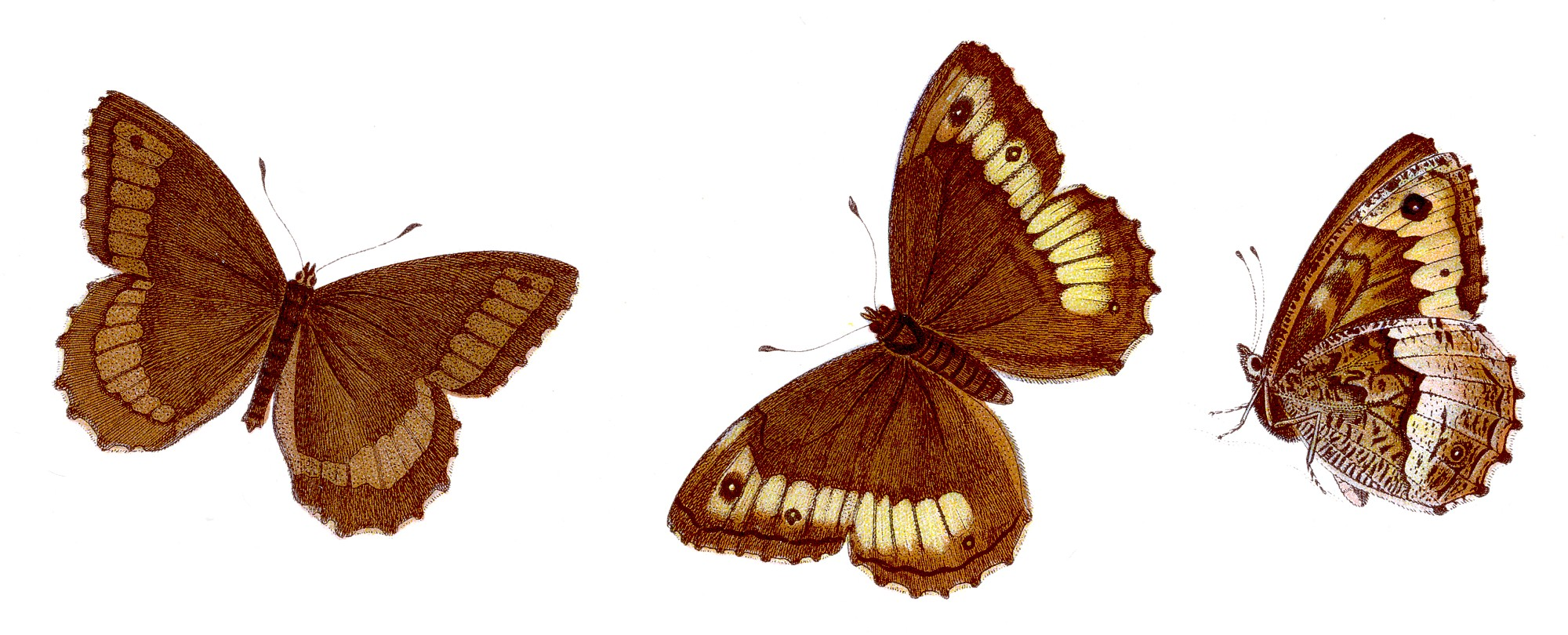
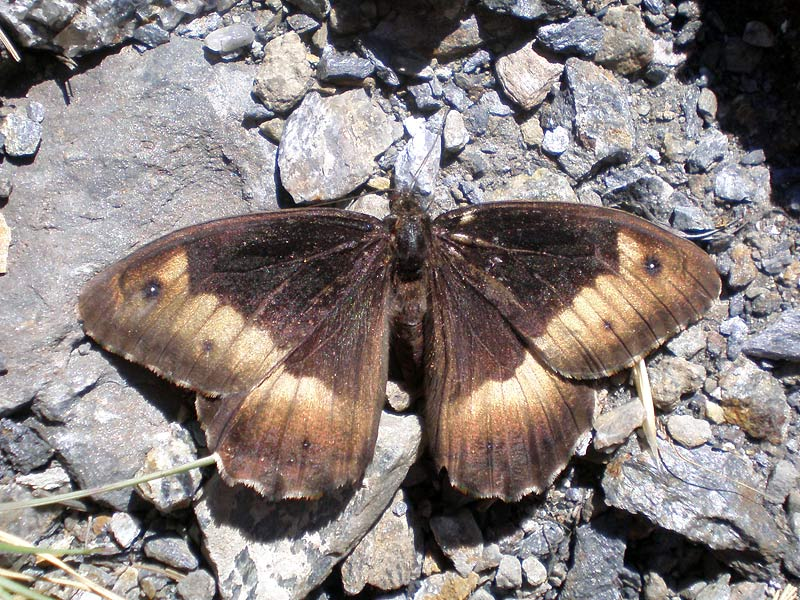
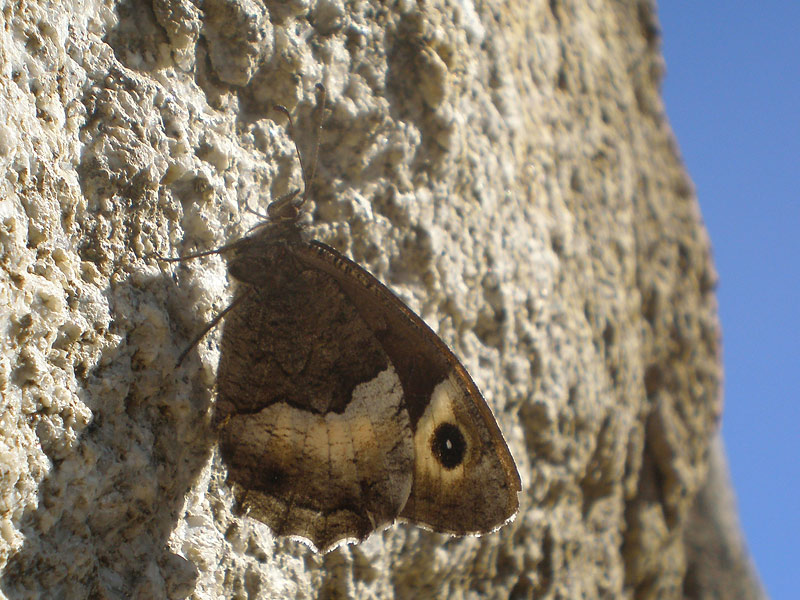
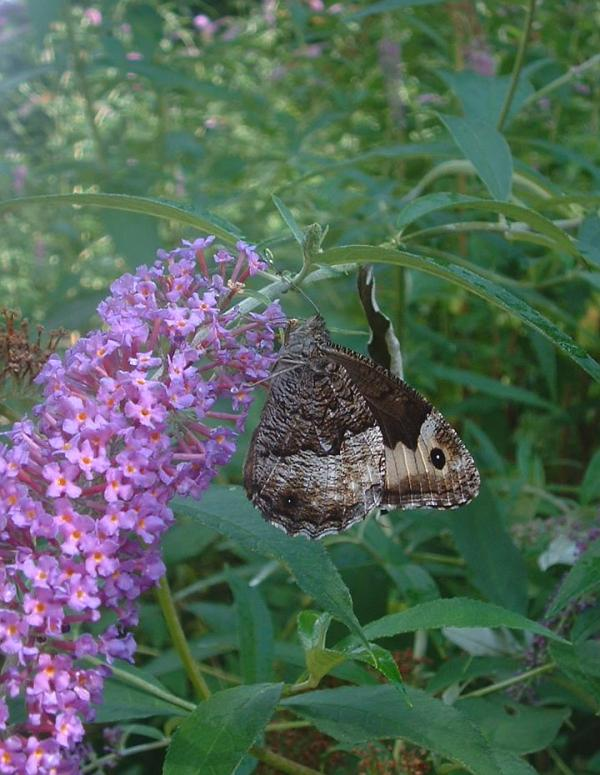
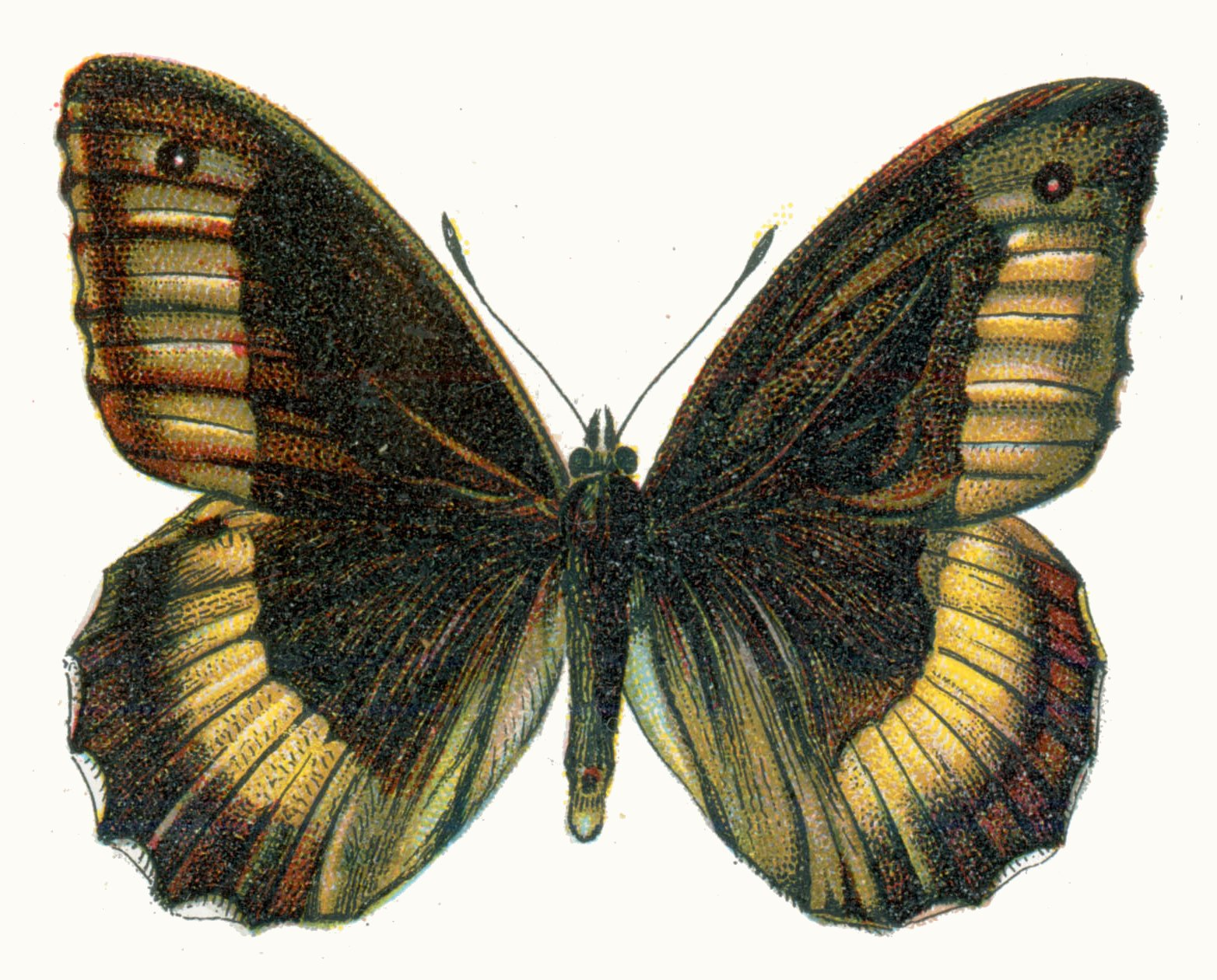